# Najee Glass
Najee Glass (ur. 12 czerwca 1994) – amerykański lekkoatleta specjalizujący się w biegu na 400 metrów.
W 2010 roku zajął szóstą lokatę podczas igrzysk olimpijskich młodzieży oraz wraz z partnerami reprezentacji kontynentu amerykańskiego zdobył złoty medal w sztafecie szwedzkiej. Na mistrzostwach świata juniorów młodszych we Francji (2011) zdobył złoty medal w sztafecie szwedzkiej, a indywidualnie dotarł do półfinału biegu na 400 metrów. Złoty medalista IAAF World Relays (2017). Medalista mistrzostw NCAA.
Rekordy życiowe: stadion – 44,79 (24 kwietnia 2015, Gainesville i 2 lipca 2016, Eugene); hala – 45,34 (31 stycznia 2015, Fayetteville). 

## Osiągnięcia
| Rok  | Impreza                               | Miejsce         | Konkurencja             | Pozycja    | Wynik           |
| ---- | ------------------------------------- | --------------- | ----------------------- | ---------- | --------------- |
| 2010 | Igrzyska olimpijskie młodzieży        | Singapur        | bieg na 400 m           | 6. miejsce | 47,65           |
| 2010 | Igrzyska olimpijskie młodzieży        | Singapur        | sztafeta szwedzka       | 1. miejsce | 1:51,38         |
| 2011 | Mistrzostwa świata juniorów młodszych | Lille Metropole | sztafeta szwedzka       | 1. miejsce | 1:49,47         |
| 2014 | Młodzieżowe mistrzostwa NACAC         | Kamloops        | sztafeta 4 x 400 m      | 1. miejsce | 3:04,34         |
| 2017 | IAAF World Relays                     | Nassau          | sztafeta 4 × 400 metrów | 1. miejsce | 3:02,13 (elim.) |